# Nangura spinosa
Nangura spinosa är en ödleart som beskrevs av  Jeanette Adelaide Covacevich COUPER och JAMES 1993. Nangura spinosa ingår i släktet Nangura och familjen skinkar. Inga underarter finns listade i Catalogue of Life.